# Sebastián Bernardo de Mier
Sebastián Bernardo de Mier. Diplomático mexicano, nacido el 20 de enero de 1849 en Puebla, México. Adquirió fortuna como hacendado, con propiedades cerca del río Nexapa en Amecameca, dada su cercanía al presidente Porfirio Díaz.
Fue nombrado Ministro de México en Londres el 18 de octubre de 1899, aunque por la muerte de Antonio de Mier y Celis, fue enviado a París en junio de 1901 para hacerse cargo de la Legación de México en Francia.
Entre los meses de octubre y diciembre de 1903, lleva a cabo el encargo de establecer relaciones con Persia, por lo que recibe el título de Embajador Extraordinario en Misión Especial. De su estancia en París, se recuerda su trabajo desempeñado como Comisario de México en la Exposición Internacional de 1900. Además, fue miembro de la delegación mexicana a Conferencia de Paz de La Haya de 1907.
Se mantiene en su cargo como de Ministro de México en Francia hasta su muerte en 1911.